# Bioko

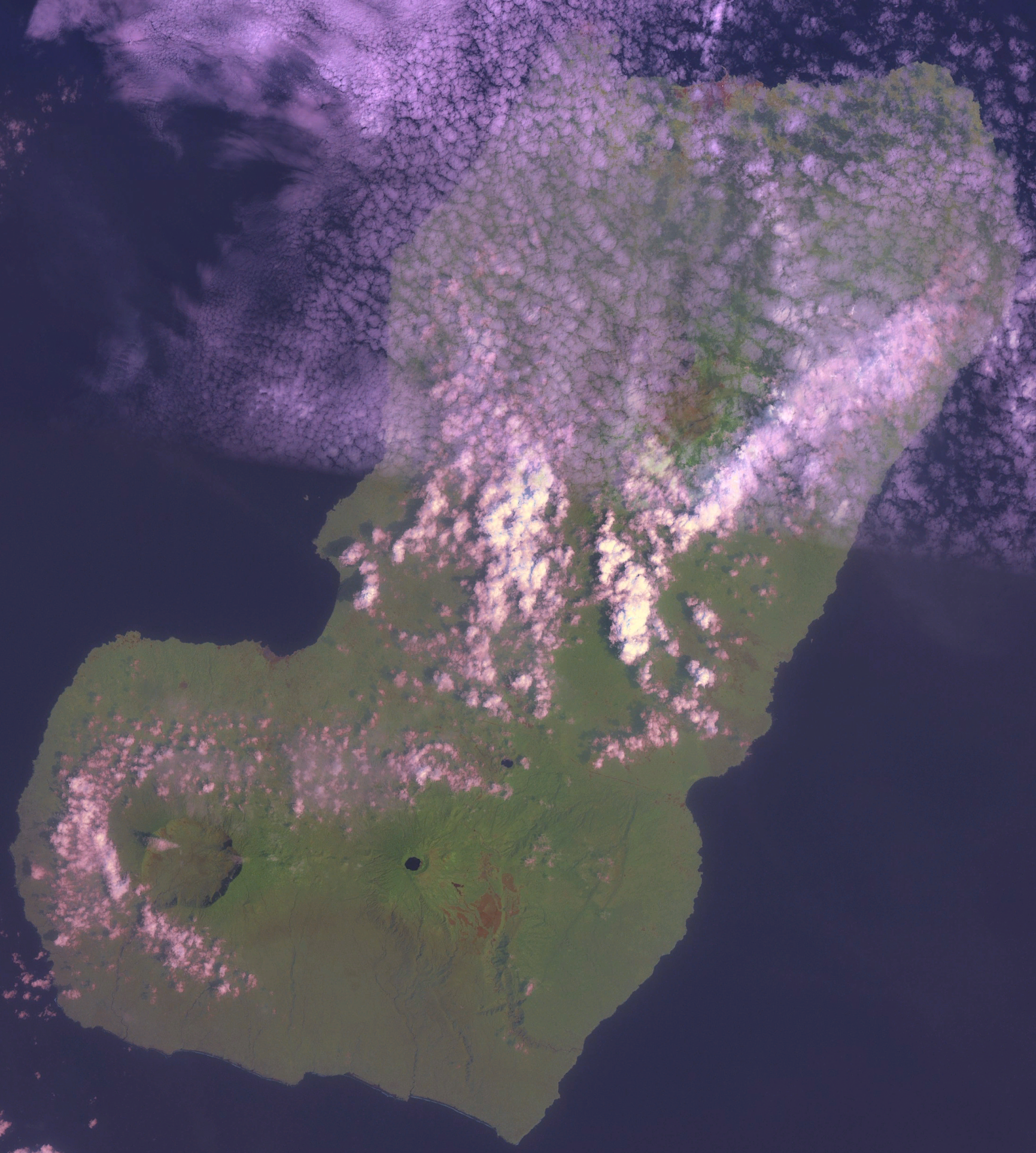
Bioko från en satellit.

Bioko, tidigare Fernando Pó efter portugisiska sjöfararen Fernão do Pó, är en ö i Guineabukten och en del av Ekvatorialguinea. Ön ligger cirka 100 kilometer från Nigerias södra kust och 160 km nordväst om fastlandet i Ekvatorialguinea. Ekvatorialguineas huvudstad Malabo är belägen på öns norra kust.
Den var under koloniala tider känd som Fernando Pó, därefter under några år som Masie Ngueme Biyogo-ön. Ön fick sitt nuvarande namn 1979. Bubifolket, som är en ursprungsbefolkning på Bioko, kallar ön även för Otcho. Bioko har 260 462 invånare (2001) på en yta av 2 017 km². Den större delen av befolkningen är bosatt i huvudstaden Malabo. Bioko är administrativt uppdelad i de två provinserna Bioko Norte och Bioko Sur.

## Bioko i skönlitteraturen
Fernando Poo är platsen där immanentiseringen av eskatonen inleds i romanen Illuminatus! av Robert Anton Wilson och Robert Shea.